# Stary cmentarz żydowski w Kaliszu
Stary cmentarz żydowski w Kaliszu – kirkut w Kaliszu, na Czaszkach, leżący przy ul. Nowy Świat, założony w 1287. Zniszczony w czasie II wojny światowej.
W 1928 charytatywne bractwo pogrzebowe Łaska Prawdy (Chesed Szel Emes) rozpoczęło na cmentarzu prace konserwatorskie, w wyniku których do 1930 odrestaurowano ponad 300 najstarszych nagrobków. W 1932 stowarzyszenie to przeprowadziło restaurację kolejnych 24 nagrobków najwybitniejszych uczonych talmudystów, zwanych „gedolej hador” (wielcy danego pokolenia). Bractwo zajmowało się również pochówkiem i stawianiem nagrobków dla niezamożnych zmarłych, a zarząd bractwa prowadził księgi ewidencyjne, w których notowano daty zgonów i pogrzebów oraz topografię (miejsce i rząd) każdego grobu.
W czasie II wojny światowej Niemcy doszczętnie zdewastowali teren cmentarza, używając nagrobków m.in. do wybrukowania Kanału Rypinkowskiego. Na terenie cmentarza wybudowano szkołę i osiedle mieszkaniowe. W 2023 roku zawarto porozumienie między władzami Kalisza a Gminą Wyznaniową Żydowską we Wrocławiu. Na mocy tego porozumienia budynki m.in. dawnej szkoły i domów wielorodzinnych, które znajdują się na terenie dawnego cmentarza przeszły na własność miasta. Ponadto w tym miejscu ma zostać wybudowane lapidarium z około tysiąca macew, które obecnie znajdują się na nowym cmentarzu żydowskim przy ul. Podmiejskiej w Kaliszu. 